# ترخس ميانماري
ترخس ميانماري (الاسم العلمي:Trechus myanmarensis) هو نوع من الحشرات يتبع جنس الترخس من فصيلة الخنافس الأرضية.